# Distretto di Bandırma
Il distretto di Bandırma (in turco: Bandırma ilçesi) è un distretto della Turchia nella Provincia di Balıkesir con 139.874 abitanti (dato 2012) dei quali 122.010 urbani e 17.864 rurali 
Il capoluogo è la città di Bandırma.

## Geografia antropica

### Suddivisioni amministrative
Il distretto è suddiviso in 3 comuni (Belediye) e 34 villaggi (Köy)